# Пуркерсдорф
Пу́ркерсдорф (нем. Purkersdorf) — город в Австрии, в федеральной земле Нижняя Австрия. Непосредственно примыкает к западной границе Вены. Входит в состав округа Санкт-Пёльтен (до 2017 года относился к ныне упразднённому округу Вин-Умгебунг). Население составляет 9818 человек (на 1 января 2020 года).

## География
Пуркерсдорф расположен у впадения небольшой речки Габлиц в Вену. Застроенная территория протянулась вдоль обоих русел до границ города. Полная площадь составляет 30,25 км².
Самые высокие горы находятся к югу от реки Вена: Лаберштайгберг (Laabersteigberg, 530 м, на границе с Лаб-им-Вальде), Фоерштайнберг (Feuersteinberg, 507 м), Рудольфсхёэ (Rudolfshöhe, 475 м). Между последней и центром города находятся исторически значимые отроги Георгенберг (Georgenberg, 433 м) и Шёффельштайн: здесь располагались первые поселения еще до нашей эры. 

## Достопримечательности
- Дворец Пуркерсдорф[нем.]
- Католическая приходская церковь Пуркесдорфа[нем.], посвящённая Святому Иакову
- Пуркерсдорфский санаторий
- Памятник Моцарту
- Гора Шёффельштайн[нем.] с памятником Йозефу Шёффелю
- Водохранилище Винервальдзе и его плотина частично находятся в пределах города, на его западе